# Norwegia na Zimowych Igrzyskach Olimpijskich 1948
Norwegię na Zimowych Igrzyskach Olimpijskich 1948 reprezentowało 49 zawodników: 45 mężczyzn i cztery kobiety. Był to piąty start reprezentacji Norwegii na zimowych igrzyskach olimpijskich. Reprezentanci Norwegii zajęli pierwsze miejsce w klasyfikacji medalowej zdobywając 10 medali (cztery złote, trzy srebrne i trzy brązowe).

## Zdobyte medale
| Medal  | Zawodnik                                              | Dyscyplina          | Konkurencja                 | Rezultat    |
| ------ | ----------------------------------------------------- | ------------------- | --------------------------- | ----------- |
| Złoto  | Finn Helgesen                                         | Łyżwiarstwo szybkie | bieg na 500 m mężczyzn      | 43,1 s      |
| Złoto  | Sverre Farstad                                        | Łyżwiarstwo szybkie | bieg na 1500 m mężczyzn     | 2:17,6 min  |
| Złoto  | Reidar Liaklev                                        | Łyżwiarstwo szybkie | bieg na 5000 m mężczyzn     | 8:29,4 min  |
| Złoto  | Petter Hugsted                                        | Skoki narciarskie   | skocznia normalna           | 228,1 pkt   |
| Srebro | Odd Lundberg                                          | Łyżwiarstwo szybkie | bieg na 5000 m mężczyzn     | 8:32,7 min  |
| Srebro | Thomas Byberg                                         | Łyżwiarstwo szybkie | bieg na 500 m mężczyzn      | 43,2 s      |
| Srebro | Birger Ruud                                           | Skoki narciarskie   | skocznia normalna           | 226,6 pkt   |
| Brąz   | Erling Evensen, Olav Økern, Reidar Nyborg, Olav Hagen | Biegi narciarskie   | sztafeta 4 × 10 km mężczyzn | 2:44:33,0 h |
| Brąz   | Thorleif Schjelderup                                  | Skoki narciarskie   | skocznia normalna           | 225,1 pkt   |
| Brąz   | Odd Lundberg                                          | Łyżwiarstwo szybkie | bieg na 1500 m mężczyzn     | 2:18,9 min  |

## SKład kadry

### Biegi narciarskie
Mężczyźni
| Zawodnik                                           | Konkurencja                 | czas               | Pozycja            |
| -------------------------------------------------- | --------------------------- | ------------------ | ------------------ |
| Olav Hagen                                         | Bieg na 18 km               | 1:19:05            | 9.                 |
| Olav Økern                                         | Bieg na 18 km               | 1:20:37            | 13.                |
| Olav Odden                                         | Bieg na 18 km               | 1:21:35            | 14.                |
| Erling Evensen                                     | Bieg na 18 km               | 1:21:40            | 15.                |
| Reidar Nyborg                                      | Bieg na 18 km               | 1:21:47            | 17.                |
| Olaf Dufseth                                       | Bieg na 18 km               | 1:21:50            | 18.                |
| Eilert Dahl                                        | Bieg na 18 km               | 1:22:52            | 27.                |
| Kåre Østerdal                                      | Bieg na 18 km               | 1:24:20            | 32.                |
| Kristian Bjørn                                     | Bieg na 50 km               | 4:15:21,0          | 9.                 |
| Martin Jære                                        | Bieg na 50 km               | 4:17:11,0          | 10.                |
| Thorleif Vangen                                    | Bieg na 50 km               | Nie ukończył biegu | Nie ukończył biegu |
| Leif Haugen                                        | Bieg na 50 km               | Nie ukończył biegu | Nie ukończył biegu |
| Erling Evensen Olav Økern Reidar Nyborg Olav Hagen | Sztafeta 4 x 10 km mężczyzn | 2:44:33,0          | brąz               |

### Bobsleje
Mężczyźni
| Osada | Zawodnik                                                       | Konkurencja | Ślizg 1 | Ślizg 2 | Ślizg 3 | Ślizg 4 | Łącznie | Pozycja |
| ----- | -------------------------------------------------------------- | ----------- | ------- | ------- | ------- | ------- | ------- | ------- |
| NOR-1 | Bjarne Schrøen Gunnar Thoresen                                 | Dwójki      | 1:27,1  | 1:27,1  | 1:26,1  | 1:26,2  | 5:46,5  | 13.     |
| NOR-2 | Arne Holst Ivar Johansen                                       | Dwójki      | 1:25,6  | 1:25,0  | 1:23,7  | 1:23,9  | 5:38,2  | 7.      |
| NOR-1 | Arne Holst Ivar Johansen Reidar Berg Alf Large                 | Czwórki     | 1:17,3  | 1:20,8  | 1:21,4  | 1:23,0  | 5:22,5  | 5.      |
| NOR-2 | Bjarne Schrøen Gunnar Thoresen Arnold Dyrdahl Benn Johan Valsø | Czwórki     | 1:20,0  | 1:22,6  | 1:23,6  | 1:23,5  | 5:29,7  | 10.     |

### Kombinacja norweska
Mężczyźni
| Zawodnik      | Konkurencja   | Bieg narciarski | Bieg narciarski | Bieg narciarski | Skoki narciarskie | Skoki narciarskie | Skoki narciarskie | Skoki narciarskie | Skoki narciarskie | Łącznie | Pozycja |
| Zawodnik      | Konkurencja   | Czas biegu      | Pozycja         | Punkty          | Skok 1            | Skok 2            | skok 3            | Punkty            | Pozycja           | Łącznie | Pozycja |
| ------------- | ------------- | --------------- | --------------- | --------------- | ----------------- | ----------------- | ----------------- | ----------------- | ----------------- | ------- | ------- |
| Eilert Dahl   | Indywidualnie | 1:22:52         | 10.             | 205,50          | 62,0              | 62,5              | 63,0              | 208,80            | 8.                | 414,3   | 6.      |
| Olaf Dufseth  | Indywidualnie | 1:21:50         | 5.              | 211,5           | 61,0              | 59,0              | 61,0              | 201,1             | 16.               | 412,6   | 8.      |
| Olav Odden    | Indywidualnie | 1:21:35         | 3.              | 212,25          | 59,0              | 53,5              | 55,5              | 196,9             | 19.               | 409,15  | 11.     |
| Kåre Østerdal | Indywidualnie | 1:24:20         | 14.             | 198,00          | 55,0              | 62,0              | 61,0              | 206,2             | 11.               | 404,2   | 12.     |

### Łyżwiarstwo figurowe
| Zawodnik                     | Konkurencja   | Nota    | Pozycja |
| ---------------------------- | ------------- | ------- | ------- |
| Marit Henie                  | Solistki      | 133,111 | 22.     |
| Margot Walle Allan Fjeldheim | Pary sportowe | 9,281   | 10.     |

### Łyżwiarstwo szybkie
Mężczyźni
| Zawodnik          | Konkurencja   | Konkurencja   | Konkurencja    | Konkurencja    | Konkurencja        | Konkurencja        | Konkurencja        | Konkurencja        |
| Zawodnik          | Bieg na 500 m | Bieg na 500 m | Bieg na 1500 m | Bieg na 1500 m | Bieg na 5000 m     | Bieg na 5000 m     | Bieg na 10 000 m   | Bieg na 10 000 m   |
| Zawodnik          | Czas          | Miejsce       | Czas           | Miejsce        | Czas               | Miejsce            | Czas               | Miejsce            |
| ----------------- | ------------- | ------------- | -------------- | -------------- | ------------------ | ------------------ | ------------------ | ------------------ |
| Finn Helgesen     | 43,1          | złoto         |                |                |                    |                    |                    |                    |
| Thomas Byberg     | 43,2          | srebro        |                |                |                    |                    |                    |                    |
| Sverre Farstad    | 43,6          | 6.            | 2:17,6         | złoto          |                    |                    |                    |                    |
| Torodd Hauer      | 43,6          | 6.            |                |                |                    |                    |                    |                    |
| Odd Lundberg      |               |               | 2:18,9         | brąz           | 8:32,7             | srebro             | 18:05,8            | 7.                 |
| Gunnar Konsmo     |               |               | 2:21,2         | 10.            |                    |                    |                    |                    |
| Ivar Martinsen    |               |               | 2:22,6         | 16.            |                    |                    |                    |                    |
| Reidar Liaklev    |               |               |                |                | 8:29,4             | złoto              | Nie ukończył biegu | Nie ukończył biegu |
| Henry Hebbe       |               |               |                |                | 9:03,0             | 23.                |                    |                    |
| Charles Mathiesen |               |               |                |                | Nie ukończył biegu | Nie ukończył biegu |                    |                    |
| Hjalmar Andersen  |               |               |                |                |                    |                    | Nie ukończył biegu | Nie ukończył biegu |
| Henry Wahl        |               |               |                |                |                    |                    | Nie ukończył biegu | Nie ukończył biegu |

### Narciarstwo alpejskie
Mężczyźni
Zjazd
| Zawodnik             | Czas                   | Miejsce                |
| -------------------- | ---------------------- | ---------------------- |
| Bjarne Arentz        | 3:09,0                 | 16.                    |
| Marius Eriksen       | 3:09,4                 | 20.                    |
| Sverre Johannessen   | 3:12,1                 | 25.                    |
| Stein Eriksen        | 3:15,1                 | 31.                    |
| Sverre Lassen-Urdahl | 3:06,4                 | 11.                    |
| Johnny Lunde         | Nie ukończył przejazdu | Nie ukończył przejazdu |

Slalom specjalny
| Zawodnik          | Czas 1. przejazdu | Czas 2. przejazdu | Łączny czas | Pozycja |
| ----------------- | ----------------- | ----------------- | ----------- | ------- |
| Bjarne Arentz     | 1:16,2            | 1:11,5            | 2:27,7      | 23.     |
| Stein Eriksen     | 1:24,4            | 1:08,0            | 2:32,4      | 29.     |
| Jack Nielsen, Jr. | 1:22,0            | 1:07,8            | 2:29,8      | 26.     |
| Alf Opheim        | 1:36,4            | 1:15,0            | 2:51,4      | 41.     |

Kombinacja
| Zawodnik           | Zjazd  | Zjazd   | Zjazd  | Slalom            | Slalom            | Slalom  | Slalom | Łącznie | Łącznie |
| Zawodnik           | Czas   | Pozycja | Punkty | Czas 1. przejazdu | Czas 2. przejazdu | Pozycja | Punkty | Punkty  | Pozycja |
| ------------------ | ------ | ------- | ------ | ----------------- | ----------------- | ------- | ------ | ------- | ------- |
| Bjarne Arentz      | 3:09,0 | 11.     | 7,73   | 1:20,8            | 1:15,5            | 21.     | 9,44   | 17,17   | 17.     |
| Marius Eriksen     | 3:09,4 | 14.     | 8,17   | 1:21,6            | 1:19,4            | 27.     | 11,51  | 19,68   | 20.     |
| Sverre Johannessen | 3:12,1 | 18.     | 9,49   | 1:26,2            | 1:14,8            | 27.     | 11,51  | 21,00   | 22.     |
| Stein Eriksen      | 3:15,1 | 23.     | 11,14  | 1:51,8            | 1:11,5            | 46.     | 21,36  | 32,50   | 32.     |

Kobiety
Zjazd
| Zawodnik           | Czas   | Miejsce |
| ------------------ | ------ | ------- |
| Laila Schou Nilsen | 2:32,4 | 7.      |
| Borghild Niskin    | 2:44,4 | 23.     |

Slalom specjalny
| Zawodnik           | Czas 1. przejazdu | Czas 2. przejazdu         | Łączny czas               | Pozycja                   |
| ------------------ | ----------------- | ------------------------- | ------------------------- | ------------------------- |
| Laila Schou Nilsen | 1:06,8            | 1:04,7                    | 2:11,5                    | 14.                       |
| Borghild Niskin    | Dyskwalifikacja   | Nie ukończyła konkurencji | Nie ukończyła konkurencji | Nie ukończyła konkurencji |

Kombinacja
| Zawodniczka        | Zjazd  | Zjazd   | Zjazd  | Slalom            | Slalom            | Slalom  | Slalom | Łącznie | Łącznie |
| Zawodniczka        | Czas   | Pozycja | Punkty | Czas 1. przejazdu | Czas 2. przejazdu | Pozycja | Punkty | Punkty  | Pozycja |
| ------------------ | ------ | ------- | ------ | ----------------- | ----------------- | ------- | ------ | ------- | ------- |
| Laila Schou Nilsen | 2:32,4 | 7.      | 2,69   | 1:11,0            | 1:06,0            | 13.     | 9,45   | 12,14   | 13.     |
| Borghild Niskin    | 2:44,4 | 18.     | 10,37  | 1:12,6            | 1:13,5            | 21.     | 14,00  | 24,37   | 19.     |

### Skoki narciarskie
Mężczyźni
| Skoczek              | Skok 1    | Skok 2    | Nota  | Pozycja |
| Skoczek              | odległość | odległość | Nota  | Pozycja |
| -------------------- | --------- | --------- | ----- | ------- |
| Petter Hugsted       | 65,0      | 70,0      | 228,1 | złoto   |
| Birger Ruud          | 64,0      | 67,0      | 226,6 | srebro  |
| Thorleif Schjelderup | 64,0      | 67,0      | 225,1 | brąz    |
| Asbjørn Ruud         | 58,0      | 67,5      | 220,2 | 7.      |